# Manian
Manian (* 7. Juli 1978 in Bonn, bürgerlich Manuel Reuter) ist ein deutscher Musikproduzent, DJ und Label-Besitzer im Bereich der kommerziellen elektronischen Tanzmusik. Manian gilt als Teil zahlreicher Dance-Projekte wie zum Beispiel R.I.O., Cascada oder Twoloud als einer der erfolgreichsten deutschen Musiker im Bereich der Dance-Musik. Bis 2008 war er unter dem Pseudonym DJ Manian aktiv. Sein Song Heaven war die erste Single, die er als Manian veröffentlichte. Grundsätzlich lässt sich sein Stil in das Genre Hands-Up einordnen, daneben fallen allerdings einige seiner Veröffentlichungen auch in die Bereiche der Trance-Musik. Seit 2012 lässt er sich zudem von der House-Musik inspirieren.

## Karriere

### Erfolge verschiedener Projekte
Der deutsche Hands-up-DJ Manian gründete 2005 gemeinsam mit dem Produzenten Yanou das Label „Zooland Records“. Zusammen mit ihm steckt er hinter zahlreichen Projekten. Auch allein oder zusammen mit verschiedenen anderen Produzenten führt er Projekte wie „Spencer & Hill“, „Tune Up!“, „Bulldozzer“, „Phalanx“ mit Manuel Schleis oder „Black Toys“ mit Dan Winter. Mit allerlei Projekten dieser Art hatte er großen Erfolg in den Clubs und teilweise auch Single-Chart-Erfolge.
Des Weiteren ist er Gründer der Bands „R.I.O.“, 2007 mit Yanou, und „Cascada“, 2002 mit Yanou und Natalie Horler, die als international erfolgreichste Dance-Projekte Deutschlands gelten. Mit R.I.O.s Turn This Club Around und Cascadas Evacuate the Dancefloor war er in den Top Ten vieler Länder vertreten.
Am 18. Mai 2013 trat er zusammen mit Yanou und Natalie Horler als Cascada für Deutschland am Eurovision Song Contest 2013 an. Dort spielten sie das Lied Glorious und belegten den 21. Platz.
Ende 2013 gründete er gemeinsam mit Dennis Nicholls das Projekt Twoloud. Das Duo wollte jedoch nicht sofort erkannt werden. Auf ihren Auftritten trugen sie weit ins Gesicht gezogene Kapuzen, in den Musikvideos sind sie meist von hinten zu sehen und auf ihren Single-Covern sind sie nicht zu erkennen. Jedoch kam durch verschiedene Quellen wie beispielsweise die Credits ihrer Track letztlich doch raus, wer sich hinter dem Pseudonym befindet. Es entstanden Kollaborationen mit Künstlern wie Tiësto oder Ummet Ozcan.

### Erfolge als Solokünstler
Seine erste Single als Solokünstler erschien am 13. Juni 2007 und trug den Titel Lovesong. Daraufhin veröffentlichte er mehrere Coversongs wie Heat of the Moment, Heaven oder Turn the Tide. Bei einer Vielzahl seiner Songs wirkte die Sängerin Alia mit. 2009 erschien einer seiner erfolgreichsten Songs Ravers Fantasy, dessen Musikvideo über 12.000.000-mal aufgerufen wurde. Auch die Nachfolger-Singles Ravers in the UK und Welcome to the Club wurden zu großen Hits. Zudem erreichte Welcome to the Club die österreichischen und britischen Single-Charts. Neben seiner Tätigkeit als Produzent wird Manuel Reuter auch als DJ regelmäßig in europäischen Diskotheken gebucht.
Am 7. Juli 2010 erschien sein erstes eigenes Studioalbum Welcome to the Club. Dies enthält neben vielen Solo-Singles auch ausgewählte Songs und Remixe seiner Hands-Up-Projekte. Im Herbst 2010 folgte die EP Singles 2004-2010. 2011 brachte er die Kompilation Best of Manian heraus, die als „Lückenfüller“ diente um Zeit für sein zweites Album zu gewinnen.
Seit längerer Zeit tritt er zudem oft als Remixer in Erscheinung, beispielsweise bei anderen Hands-Up Produzenten wie Crystal Lake oder Rob Mayth. Im November 2012 erschien Hands Up Forever, die erste Single-Auskopplung aus dem gleichnamigen Album Hands Up Forever, welches im Februar 2013 veröffentlicht wurde.
Im Dezember 2012 erschien die Single Don’t Stop the Dancing, die er mit dem deutschen Rapper Carlprit, der bei seinem Label Zooland Records unter Vertrag steht, aufnahm. Die Single stieg innerhalb von einer Woche in die Österreichischen und Schweizer Charts ein. Ebenso eroberte der Track die Französischen Charts.
Als dritte Singleauskopplung wurde am 1. Februar 2013 der Song I’m in Love With the DJ veröffentlicht. Diesen nahm er zusammen mit dem Rapper Nicci auf. Die Sängerin des Refrains wurde allerdings weder auf der Single, noch auf dem Album angegeben. Verschiedene Kritiker und Fans verglichen den Chorus mit Euphoria von Loreen, sowie die Rap-Parts mit Remady, Manu-L und J-Sons Single Ladies verglichen.
Ende Februar erschien dann das Studioalbum Hands Up Forever. Es erreichte bereits nach kurzer Zeit die Deutschen und Österreichischen Album-Charts. Es war sein erster Tonträger, der sich in Deutschland platzieren konnte. Im Gegensatz zu seinem Debüt-Album Welcome to the Club, sind die Titel deutlich kommerzieller gestaltet.
Als vierte Single-Auskopplung erschien am 24. Mai 2013 der Song Tonight zusammen mit dem US-amerikanischen Sänger und Rapper Nicco. Der Titelsong ist in Remix- und Albumversion von Manians Projekt R.I.O. vorhanden. Zudem enthält die Single auch zwei Hands-Up-Remixe von Alex Megane und von Manox.
Die fünfte und letzte Single aus dem Album war Just Another Night, die gemeinsam mit dem Italienischen Italo- und Elektro-House-Projekt Floorfilla aufgenommen wurde. Die Sängerin des Refrains ist nicht bekannt. Der Track erschien digital als auch auf CD-Single mit verschiedenen End-Versionen von sowohl Manian als auch von Floorfilla.
Mit dem Schweizer Sänger Maury, bekannt als Sänger vieler DJ-Antoine-Songs wie zum Beispiel Ma Chérie, Hello Romance oder Broadway, nahm Manian im Sommer 2013 das Lied Cinderella auf. Dieses wurde am 26. Juli 2013 als Single, ausschließlich über Zooland Records, veröffentlicht. Bereits im September 2013 folgte ein weiterer Song, der den Namen We Don't Care trägt. Trotz der Bezeichnung Video Edit wurde kein offizielles Musikvideo gedreht.
Ebenfalls wirkte er als Songwriter bei dem Titel Surrender von Dave Doringo und Jenson Vaughan, bekannt als Sänger vieler DJ Antoine-Songs, darunter auch Sky Is the Limit, mit. Anfang des Jahres 2014 erfolgte nach einem Remix zu Play Hard eine weitere Zusammenarbeit mit dem weltbekannte House-DJ David Guetta. Gemeinsam mit Showtek und einigen weiteren Songwritern produzierten sie das Lied Bad, das zu einem weltweiten Club-Hit wurde. Jedoch wurde Reuter nur in den Mitwirkenden genannt. Ebenfalls veröffentlichte er im Januar 2014 zusammen mit den niederländischen DJs Hardwell und Tiësto sowie Singer-Songwriter Andreas Moe das Lied Colors, das auf Hardwells Studioalbum United We Are zu finden ist.

## Diskografie
Studioalben

| Jahr | Titel Musiklabel                    | Höchstplatzierung, Gesamtwochen, AuszeichnungChartplatzierungen (Jahr, Titel, Musiklabel, Platzierungen, Wochen, Auszeichnungen, Anmerkungen) | Höchstplatzierung, Gesamtwochen, AuszeichnungChartplatzierungen (Jahr, Titel, Musiklabel, Platzierungen, Wochen, Auszeichnungen, Anmerkungen) | Anmerkungen                              |
| Jahr | Titel Musiklabel                    | DE | AT | Anmerkungen                              |
| ---- | ----------------------------------- | --- | --- | ---------------------------------------- |
| 2010 | Welcome to the Club Zooland Records | — | — | Erstveröffentlichung: 10. September 2010 |
| 2013 | Hands Up Forever Zooland Records    | DE90 (1 Wo.)DE | AT52 (1 Wo.)AT | Erstveröffentlichung: 8. Februar 2013    |